# Temple de Derr
El Temple de Derr o el-Derr és un speos o temple egipci tallat en la roca a la Baixa Núbia. Fou construït durant la XIX dinastia pel faraó Ramsés II. És l'únic temple tallat en la roca de Núbia, dels aixecats per aquest faraó, al costat est de la riba del Nil. La posició única del temple "es degué probablement perquè el riu, en acostar-se a la corba de Korosko, flueix en una direcció "antinatural" cap al sud-est." El temple de Derr es coneixia en l'antiguitat com El Temple de Ri'amsese-meryamun Ramsés II en el Domini de Re i estava dedicat al déu Ra. Els estudiosos discrepen sobre la seua data de construcció: l'egiptòleg francés Nicolas Grimal considera que fou construït en el trentè any de Ramsés II, coincidint amb el seu primer jubileu reial. John Baines i Jaromír Málek, però, consideren que el Temple de Derr "es construí en la segona meitat del regnat del rei", probablement perquè el seu "pla i decoració s'assemblen als del gran Temple d'Abu Simbel (exceptuant les estàtues sedents colossals a la façana)." Abu Simbel fou construït entre l'any 24 i el 31 del regnat de Ramsés. Segons Joyce Tyldesley, el Temple de Derr l'edificà Setau, virrei de Kush o Núbia entre l'any 38 i 63 del regnat d'aquest faraó.

## Decoració i arquitectura
El Temple de Derr és més elaborat que l'speos de Beit al-Wali i "consta d'una seqüència de dues sales hipòstiles (probablement precedides originàriament per un pati davanter i un piló) que dirigeixen a un santuari triple on es veneraven estàtues de culte de Ramsés II, Amon-Ra, Ra i Ptah." Quan fou netejat i restaurat en temps moderns, s'hi descobriren relleus policroms inusualment vívids que contrastaven "amb els tons de colors més suaus" d'altres temples egipcis.
Al 1964, el temple fou desmantellat i ressituat, juntament amb l'Temple d'Amada, en un lloc nou per salvar-lo de la inundació provocada per la construcció de la resclosa d'Assuan. El temple fou estudiat i publicat per primera vegada en el món occidental per Aylward Blackman al 1913.

## Galeria d'imatges

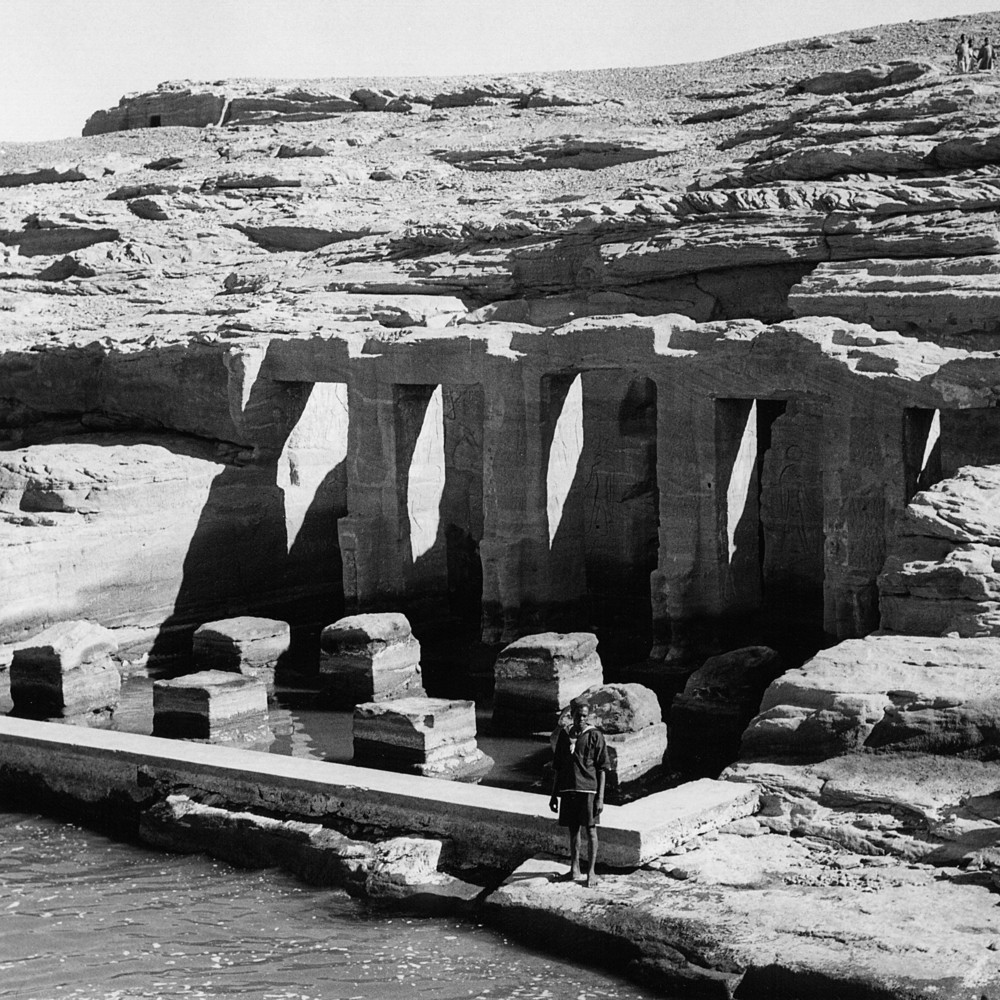
Ruïnes del temple al 1960
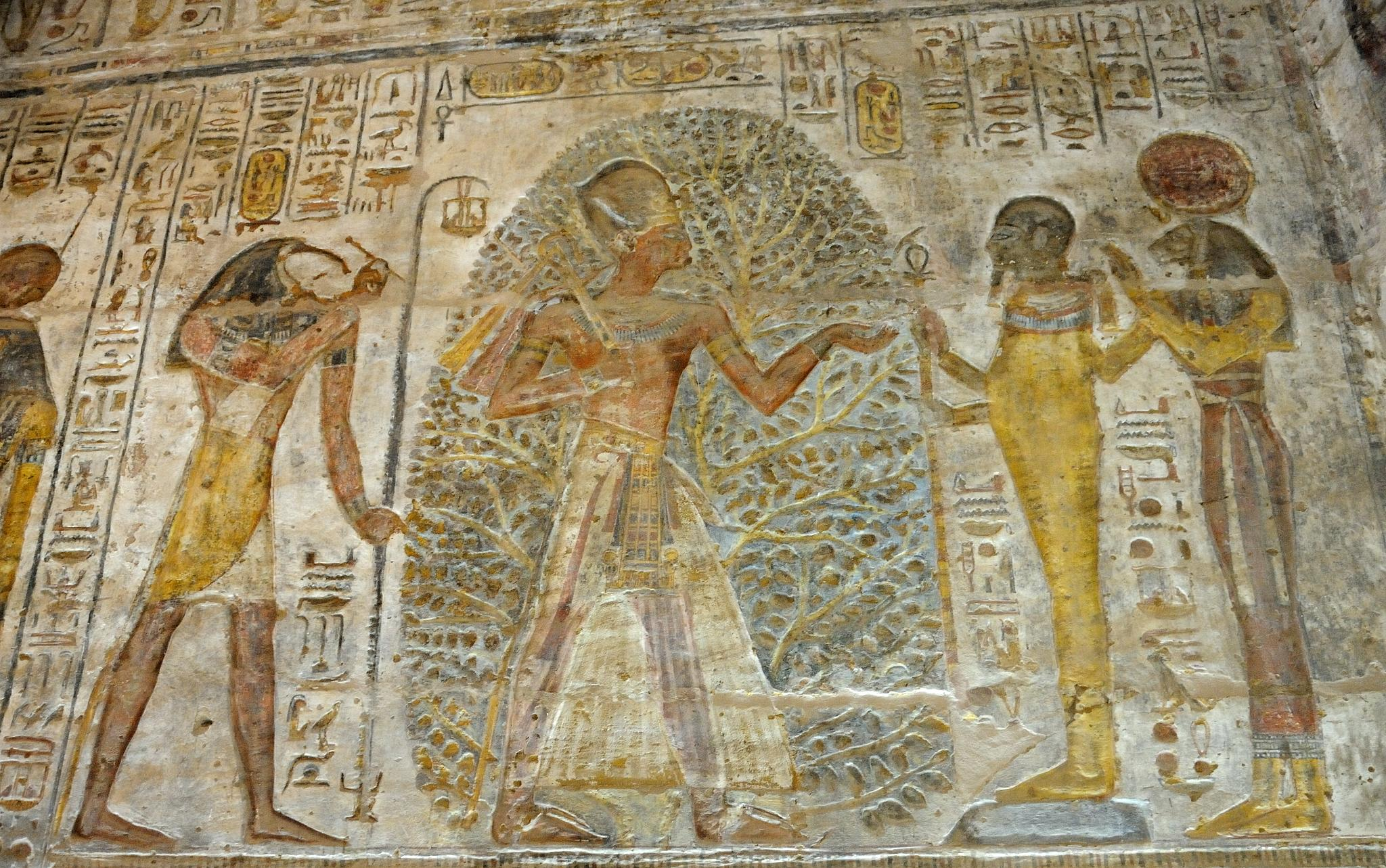
Relleu de Ramsés II al Temple de Derr
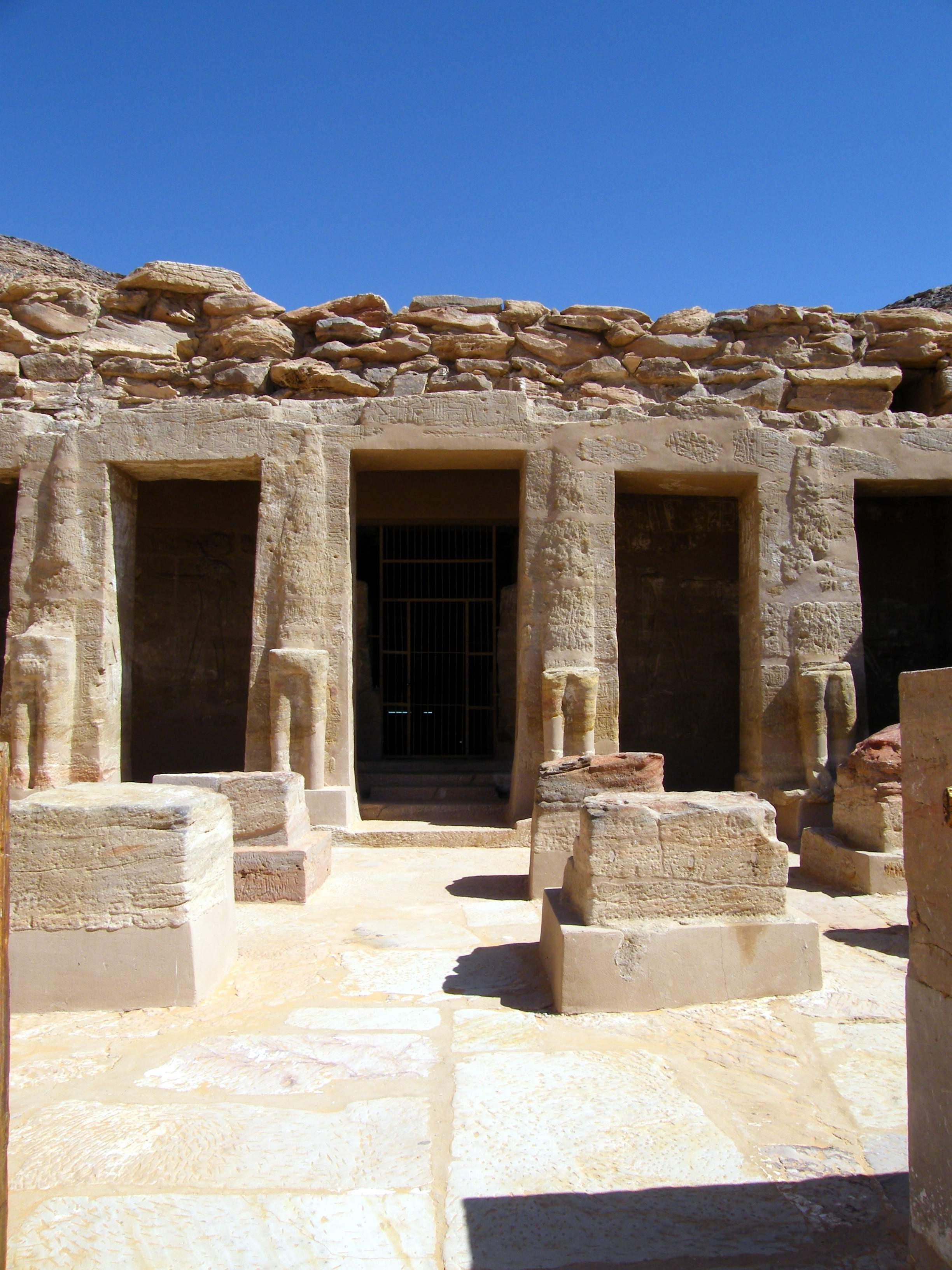
Temple de derr